# Diagonale du vide

Die Diagonale du vide ist durch die beiden gestrichelten Linien markiert. Die durchgehende Linie Le Havre – Marseille teilt Frankreich in flächenmäßig ungefähr gleich große Hälften, wobei aber 60 % der Bevölkerung östlich dieser Linie leben.

Die Diagonale du vide (deutsch: Diagonale der Leere) beschreibt ein sozio-regionales Phänomen, das sich geographisch in Frankreich zwischen dem Département Landes im Südwesten und Meuse im Nordosten erstreckt. Die Bevölkerungsdichte ist in diesem geographischen Korridor im Gegensatz zum restlichen Frankreich sehr gering.

## Beschreibung
Die geringe Bevölkerungsdichte (unter 30 Einwohner/km²) in dem Gebiet ist vor allem ein Ergebnis der Landflucht und Urbanisation des 19. und 20. Jahrhunderts. Einige Kommentatoren sprechen lieber von der Diagonale des faibles densités (Diagonale der niedrigen Dichte) und halten den Begriff Diagonale du vide für abwertend. Trotzdem verwendete die DATAR (Interministerielle Delegation für Regionalplanung und regionale Attraktivität), die bis 2014 bestand, den Begriff.

Das Phänomen ist auf der Ebene der Départements leichter zu erkennen als auf Ebene der Regionen. Die dünne Besiedelung setzt sich in Spanien und Portugal fort.

## Geschichte und Entwicklung
Vor der Entstehung der Diagonale du vide trennte die Linie Saint-Malo-Genf den industriellen Nordosten von den Gebieten im Südwesten, welche mehr von der Landwirtschaft geprägt waren. Charles Dupin identifizierte dies 1837 in seiner Abhandlung Forces productives et commerciales de la France.
Seit 1846 nimmt die Landbevölkerung in Teilen Frankreichs ab. Während 1906 43,8 % von der Landwirtschaft lebten, waren es 1951 31 % und 2012 1,4 %. Dieser Prozess war besonders in den Bergregionen in Südfrankreich mit ihren schweren steinigen Böden zu beobachten. Im Département Ardèche ging die Bevölkerung von 388.500 Einwohnern (1861) auf 245.600 im Jahre 1962 zurück.
1947 schrieb der Geograph und ehemalige Vichy-Funktionär Jean-François Gravier (1915–2005) im unter der deutschen Besatzung geschriebenen Buch Paris et le désert français über die Französische Wüste, die mehr oder weniger dem modernen Begriff der Diagonale du vide entsprach.
Hervé Le Bras und Emmanuel Todd argumentieren, dass durch das Wachstum der Départements wie Indre und Gers das Konzept hinfällig wird. Ihrer Meinung nach erstreckt sich das Gebiet des negativen Bevölkerungswachstums nur noch vom Zentralmassiv nach Lothringen. Allerdings erkennt man bei einer Analyse auf Ebene der Kantone und der Gemeinden, dass das Gebiet größer ist und dass das von Le Bras und Todd beobachtete Wachstum vor allem auf dem Zuzug von Rentnern basiert und daher sehr fragil ist.

## Film
In dem Spielfilm Auf dem Weg von Denis Imbert von 2023 begibt sich ein Schriftsteller, verkörpert von Jean Dujardin, in einer Lebenskrise auf Wanderschaft, um 1300 Kilometer entlang der Diagonale du vide zu Fuß zu bewältigen.

## Hörfunk-Feature
- Niklas Mönch: Frankreich – Abgehängte Regionen und Wut auf den Zentralstaat. (mp3-Audio; 68 MB; 75 Minuten) In: Deutschlandfunk-Sendung „Hintergrund“. 8. Dezember 2023.

## Galerie

Bevölkerungsdichte nach Department, Die Diagonale du vide ist in blau
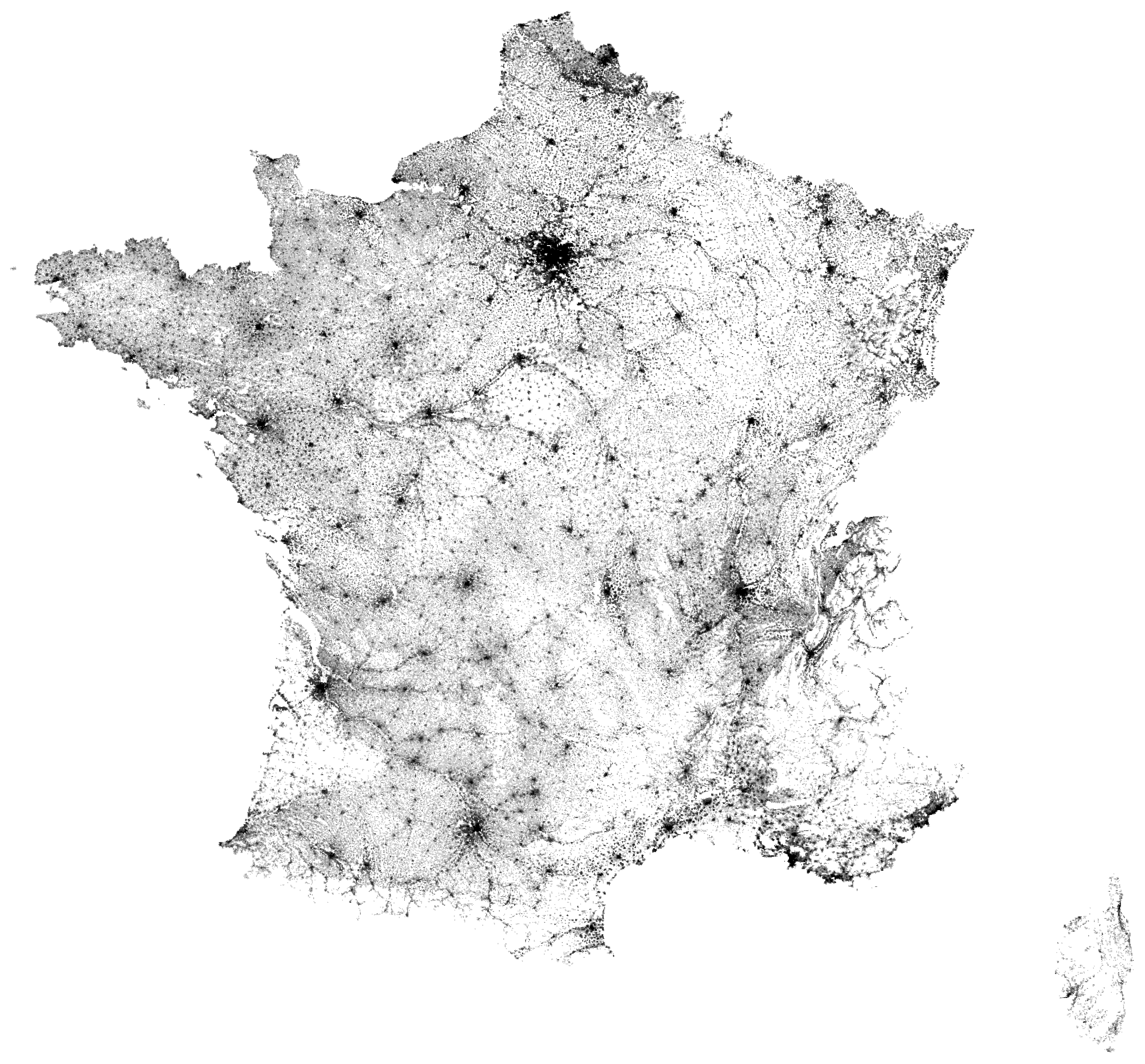
Bevölkerungsdichte in einer Granularität von einem Quadratkilometer. Die dünnbesiedelten Gebiete sind weiß.